# Santiago González
Santiago González (Córdoba, 24 de Fevereiro de 1983) é um tenista profissional mexicano, seu melhor ranking na ATP é, em duplas, N. 22, e em simples, N. 155. Ele representa a Equipe Mexicana de Copa Davis.

## Honras

### Grand Slam

#### Duplas Mistas: 3 (0–3)
| Resultado | Ano  | Campeonato  | Piso   | Partner              | Oponentes                    | Placar           |
| --------- | ---- | ----------- | ------ | -------------------- | ---------------------------- | ---------------- |
| Finalista | 2012 | French Open | Saibro | Klaudia Jans-Ignacik | Sania Mirza Mahesh Bhupathi  | 6-7(3–7), 1-6    |
| Finalista | 2013 | US Open     | Duro   | Abigail Spears       | Andrea Hlaváčková Max Mirnyi | 6-7(5-7), 3-6    |
| Finalista | 2014 | US Open     | Duro   | Abigail Spears       | Sania Mirza Bruno Soares     | 1–6, 6–2, [9–11] |

### ATP Finals

#### Duplas: 13 (10–3)
| Legenda                           |
| --------------------------------- |
| Grand Slam (0–0)                  |
| ATP World Tour Finals (0–0)       |
| ATP World Tour Masters 1000 (0-0) |
| ATP World Tour 500 (1–1)          |
| ATP World Tour 250 (9–2)          |

| Resultado | No. | Data                 | Torneio                                   | Piso     | Parceiro            | Oponentes na final                     | Placar                |
| --------- | --- | -------------------- | ----------------------------------------- | -------- | ------------------- | -------------------------------------- | --------------------- |
| Campeão   | 1.  | 9 de Maio de 2010    | Belgrade, Sérvia                          | Saibro   | Travis Rettenmaier  | Tomasz Bednarek Mateusz Kowalczyk      | 7–6(8–6), 6–1         |
| Finalista | 1.  | 11 de Julho de 2010  | Newport, Estados Unidos                   | Grama    | Travis Rettenmaier  | Carsten Ball Chris Guccione            | 3–6, 4–6              |
| Campeão   | 2.  | 24 de Abril de 2011  | Barcelona, Espanha                        | Saibro   | Scott Lipsky        | Bob Bryan Mike Bryan                   | 5–7, 6–2, [12–10]     |
| Finalista | 2.  | 21 de Maio de 2011   | Nice, França                              | Saibro   | David Marrero       | Eric Butorac Jean-Julien Rojer         | 3–6, 4–6              |
| Campeão   | 3.  | 6 de Agosto de 2011  | Kitzbühel, Áustria                        | Saibro   | Daniele Bracciali   | Franco Ferreiro André Sá               | 7–6(7–1), 4–6, [11–9] |
| Campeão   | 4.  | 15 de Julho de 2012  | Newport, Estados Unidos                   | Grama    | Scott Lipsky        | Colin Fleming Ross Hutchins            | 7–6(7–5), 6-3         |
| Campeão   | 5.  | 25 de Agosto de 2012 | Winston-Salem, Estados Unidos             | Duro     | Scott Lipsky        | Pablo Andújar Leonardo Mayer           | 6-3, 4-6, [10-2]      |
| Campeão   | 6.  | 5 de Maio de 2013    | Oeiras, Portugal                          | Saibro   | Scott Lipsky        | Aisam-ul-Haq Qureshi Jean-Julien Rojer | 6-3, 4-6, [10-7]      |
| Campeão   | 7.  | 16 de Junho de 2013  | Halle, Alemanha                           | Grama    | Scott Lipsky        | Daniele Bracciali Jonathan Erlich      | 6-2, 7-6(7-3)         |
| Campeão   | 8.  | Maio 4, 2014         | Portugal Open, Oeiras, Portugal           | Saibro   | Scott Lipsky        | Pablo Cuevas David Marrero             | 6–3, 3–6, [10–8]      |
| Campeão   | 9.  | Maio 24, 2014        | Düsseldorf Open, Düsseldorf, Alemanha     | Saibro   | Scott Lipsky        | Martin Emmrich Christopher Kas         | 7–5, 4–6, [10–3]      |
| Campeão   | 10. | Fevereiro 15, 2015   | Memphis Open, Memphis, EUA                | Duro (i) | Mariusz Fyrstenberg | Artem Sitak Donald Young               | 5–7, 7–6(7–1), [10–8] |
| Vice      | 3.  | Março 1, 2015        | Abierto Mexicano Telcel, Acapulco, México | Duro     | Mariusz Fyrstenberg | Ivan Dodig Marcelo Melo                | 6–7(2–7), 7–5, [3–10] |

### Challengers e Futures

#### Simples

##### Títulos
| Nº | Fecha                  | Torneo         | Superficie | Oponente en la final   | Resultado     |
| -- | ---------------------- | -------------- | ---------- | ---------------------- | ------------- |
| 1. | 26 de agosto de 2002   | México F13     | Saibro     | Miguel Gallardo-Valles | 4-6, 6-2, 6-2 |
| 2. | 9 de junio de 2003     | Loreto         | Dura       | Franco Ferreiro        | 6-1, 6-2      |
| 3. | 25 de octubre de 2004  | Ciudad Obregón | Dura       | Miguel Gallardo-Valles | 6-4, 6-4      |
| 4. | 8 de noviembre de 2004 | Queretaro      | Dura       | Zbynek Mlynarik        | 6-2, 7-6      |
| 5. | 13 de agosto de 2007   | Venezuela      | Dura       | Adriano Biasella       | 6-4, 6-3      |
| 6. | 28 de julio de 2008    | Belo Horizonte | Dura       | Nicolás Massú          | 6-4, 6-3      |
| 7. | 27 de abril de 2009    | México F3      | Dura       | Bruno Rodríguez        | 4-6, 6-4      |
| 8. | 18 de abril de 2010    | León           | Dura       | Michal Przysiezny      | 3-6, 6-1, 7-5 |
| 9. | 26 de abril de 2010    | México F2      | Dura       | Bruno Rodríguez        | 3-6, 6-1, 7-5 |

##### Finalista
- 2003: Aguascalientes (pierde ante Pablo González)
- 2003: Ciudad de México (pierde ante Adrián García)
- 2004: Ciudad de México (pierde ante Víctor Romero)
- 2005: Chetumal (pierde ante Carlos Palencia)
- 2005: Morelia (pierde ante Carlos Palencia)
- 2007: Venezuela-2 (pierde ante Yohny Romero)
- 2008: Colombia-4 (pierde ante Michael Quintero)
- 2009: Bogotá-1 (pierde ante Horacio Zeballos)

#### Duplas

##### Títulos
| Nº  | Fecha                  | Torneo          | Superficie | Pareja               | Oponentes finales                          | Resultado               |
| --- | ---------------------- | --------------- | ---------- | -------------------- | ------------------------------------------ | ----------------------- |
| 1.  | 17 de novembro de 2003 | Puebla          | Dura       | Alejandro Hernández  | Huntley Montgomery / Alexandre Simoni      | 6-4, 2-6, 6-4           |
| 2.  | 2 de agosto de 2004    | Gramado         | Dura       | Bruno Soares         | Henrique Mello / Andrés Pedroso            | 6-3, 6-3                |
| 3.  | 9 de agosto de 2004    | Manta           | Dura       | Marcos Daniel        | Eric Nuñez / Jimy Szymanski                | 3-6, 6-2, 7-6(7-5)      |
| 4.  | 4 de outubro de 2004   | Quito           | Saibro     | Alejandro Hernández  | Lukasz Kubot / Frank Moser                 | 2-6, 6-2, 6-4           |
| 5.  | 15 de novembro de 2004 | Puebla          | Dura       | Alejandro Hernández  | Rubén Ramírez Hidalgo / Sergio Roitman     | 7-6(7-5), 1-6, 6-3      |
| 6.  | 6 de dezembro de 2004  | Guadalajara     | Saibro     | Alejandro Hernández  | Miguel Gallardo Valles / Gustavo Marcaccio | 6-3, 6-4                |
| 7.  | 18 de abril del 2005   | Bogotá          | Saibro     | Marcos Daniel        | Goran Dragicevic / Mirko Pehar             | 7-6(7-4), 6-3           |
| 8.  | 17 de outubro de 2005  | Bogotá          | Saibro     | Marcos Daniel        | Frederico Gil / Marcelo Melo               | 6-2, 7-5                |
| 9.  | 9 de julho de 2007     | Bogotá          | Saibro     | Brian Dabul          | Leonardo Mayer / Pablo González            | 6-2, 6-2                |
| 10. | 30 de julho de 2007    | Belo Horizonte  | Dura       | Bruno Soares         | Marcio Torres / Nicolas Tourte             | 6-7(12-14), 6-4, [10-5] |
| 11. | 28 de julho de 2008    | Belo Horizonte  | Dura       | Aisam-Ul-Haq Qureshi | Daniel Silva / Caio Zampieri               | 6-3, 7-6(7-3)           |
| 12. | 6 de abril de 2009     | San Luis Potosí | Saibro     | Horacio Zeballos     | Franco ferreiro / Júlio Silva              | 6-2, 7-6(7-5)           |
| 13. | 11 de julho de 2009    | Sarasota FL     | Saibro     | Víctor Estrella      | Treat Conrad Huey / Harsh Mankad           | 6-2, 5-7, [10-4]        |
| 14. | 28 de setembro de 2009 | Quito           | Saibro     | Simon Stadler        | Michael Quintero / Fernando Vicente        | 6-2, 6-4                |
| 15. | 19 de outubro de 2009  | Calabasas CA    | Dura       | Travis Rettenmaier   | Treat Conrad Huey / Harsh Mankad           | 1-6, 6-3, [10-3]        |
| 16. | 5 de abril de 2010     | Bogotá          | Saibro     | Francisco Ferreiro   | Dominik Meffert / Philipp Oswald           | 6-3, 5-7, [10-7]        |
| 17. | 12 de abril de 2010    | León            | Dura       | Vasek Pospisil       | Kaden Hensel / Adam Hubble                 | 3-6, 6-3, [10-8]        |
| 18. | 31 de maio de 2010     | Roma            | Saibro     | Travis Rettenmaier   | Sadik Kadir / Purav Raja                   | 6-2, 6-4                |
| 19. | 15 de novembro de 2010 | Cancún          | Saibro     | Víctor Estrella      | Cesar Ramírez / Rainer Eitzinger           | 6-1, 7-6(7-3)           |
| 20. | 26 de setembro de 2011 | Aguascalientes  | Saibro     | Daniel Garza         | Julio Cesar Campozano / Víctor Estrella    | 6-4, 5-7, [11-9]        |
| 21. | 13 de março de 2012    | Dallas          | Dura       | Scott Lipsky         | Michael Russell / Bobby Reynolds           | 6-4, 6-3                |